# Episodi di Selvaggio west (prima stagione)
La prima stagione della serie televisiva Selvaggio west è andata in onda negli Stati Uniti dal 17 settembre 1965 al 22 aprile 1966 sulla CBS.
| nº | Titolo originale                       | Titolo italiano | Prima TV USA      | Prima TV Italia |
| -- | -------------------------------------- | --------------- | ----------------- | --------------- |
| 1  | The Night of the Inferno               |                 | 17 settembre 1965 |                 |
| 2  | The Night of the Deadly Bed            |                 | 24 settembre 1965 |                 |
| 3  | The Night the Wizard Shook the Earth   |                 | 1º ottobre 1965   |                 |
| 4  | The Night of Sudden Death              |                 | 8 ottobre 1965    |                 |
| 5  | Night of the Casual Killer             |                 | 15 ottobre 1965   |                 |
| 6  | The Night of a Thousand Eyes           |                 | 22 ottobre 1965   |                 |
| 7  | The Night of the Glowing Corpse        |                 | 29 ottobre 1965   |                 |
| 8  | The Night of the Dancing Death         |                 | 5 novembre 1965   |                 |
| 9  | The Night of the Double-Edged Knife    |                 | 12 novembre 1965  |                 |
| 10 | The Night That Terror Stalked the Town |                 | 19 novembre 1965  |                 |
| 11 | The Night of the Red-Eyed Madmen       |                 | 26 novembre 1965  |                 |
| 12 | The Night of the Human Trigger         |                 | 3 dicembre 1965   |                 |
| 13 | The Night of the Torture Chamber       |                 | 10 dicembre 1965  |                 |
| 14 | The Night of the Howling Light         |                 | 17 dicembre 1965  |                 |
| 15 | The Night of the Fatal Trap            |                 | 24 dicembre 1965  |                 |
| 16 | The Night of the Steel Assassin        |                 | 7 gennaio 1966    |                 |
| 17 | The Night the Dragon Screamed          |                 | 14 gennaio 1966   |                 |
| 18 | The Night of the Flaming Ghost         |                 | 21 gennaio 1966   |                 |
| 19 | The Night of the Grand Emir            |                 | 28 gennaio 1966   |                 |
| 20 | The Night of the Whirring Death        |                 | 18 febbraio 1966  |                 |
| 21 | The Night of the Puppeteer             |                 | 25 febbraio 1966  |                 |
| 22 | The Night of the Bars of Hell          |                 | 4 marzo 1966      |                 |
| 23 | The Night of the Two-Legged Buffalo    |                 | 11 marzo 1966     |                 |
| 24 | The Night of the Druid's Blood         |                 | 25 marzo 1966     |                 |
| 25 | The Night of the Freebooters           |                 | 1º aprile 1966    |                 |
| 26 | The Night of the Burning Diamond       |                 | 8 aprile 1966     |                 |
| 27 | The Night of the Murderous Spring      |                 | 15 aprile 1966    |                 |
| 28 | The Night of the Sudden Plague         |                 | 22 aprile 1966    |                 |

## The Night of the Inferno
- Prima televisiva: 17 settembre 1965
- Diretto da: Richard C. Sarafian
- Scritto da: Gilbert Ralston

### Trama
- Guest star: Alberto Morin (Majordomo), Warren Parker (tecnico), Bebe Louie (Mei Mei), Clint Ritchie (tenente), James Gregory (presidente Ulysses S. Grant), Suzanne Pleshette (Lydia Monteran), Victor Buono (Juan Manolo), Nehemiah Persoff (generale Cassinello), Tom Reese (conducente), Walter Woolf King (colonnello Shear), Phil Chambers (capotreno), Charles Davis (Tennyson)

## The Night of the Deadly Bed
- Prima televisiva: 24 settembre 1965
- Diretto da: William Witney
- Scritto da: William Marks, George Schenck

### Trama
- Guest star: Dale van Sickel (Guitar Playing Thug), Anna Shin (Marguerita), Bob Herron (capitano Jackson), Bill Catching (Angelo), J. D. Cannon (Flory), Barbara Luna (Gatita), Danica D'Hondt (Roxanne), Don Diamond (barista), John Hudkins (guardia)

## The Night the Wizard Shook the Earth
- Prima televisiva: 1º ottobre 1965
- Diretto da: Bernard L. Kowalski
- Scritto da: John Kneubuhl

### Trama
- Guest star: Harry Bartell (professore Neilsen), Phoebe Dorin (Antoinette), Sigrid Valdis (Miss Piecemeal), William Mims (governatore), Michael Dunn (dottor Miguelito Loveless), Richard Kiel (Voltaire), Leslie Parrish (Greta Lundquist), Michael Masters (lottatore)

## The Night of Sudden Death
- Prima televisiva: 8 ottobre 1965
- Diretto da: William Witney
- Scritto da: Oliver Crawford

### Trama
- Guest star: Julie Payne (Corinne), Sandy Kenyon (Hugo), Harlan Warde (Foxx), Joel Fluellen (Chief Vonoma), Robert Loggia (Trevor), Antoinette Bower (Janet Coburn), Elisa Ingram (Cosette)

## Night of the Casual Killer
- Prima televisiva: 15 ottobre 1965
- Diretto da: Don Taylor
- Scritto da: Bob Barbash

### Trama
- Guest star: Len Lesser (Mason), Charles Davis (Tennyson), Dub Taylor (guardia), Mort Mills (Harper), John Dehner (John Avery), Ruta Lee (Laurie Morgan), Bill Williams (Marshal Kirby), Ed Gilbert (Hendrix)

## The Night of a Thousand Eyes
- Prima televisiva: 22 ottobre 1965
- Diretto da: Richard C. Sarafian
- Scritto da: Preston Wood

### Trama
- Guest star: Archie Butler (scagnozzo), Janine Gray (Crystal), Victor French (Arnold), Bill Catching (scagnozzo), Jeff Corey (capitano Ansel Coffin), Diane McBain (Jennifer Wingate), Jeanne Vaughn (Glory), Don Kelly (Poavey), E. J. Andre (proprietario), Barney Phillips (capitano Tenney), Jackie Searl (pilota), Linda Ho (Oriana), Celeste Yarnall (Miss Devine)

## The Night of the Glowing Corpse
- Prima televisiva: 29 ottobre 1965
- Diretto da: Irving J. Moore
- Scritto da: Henry Sharp
- Soggetto di: Edmund Morris, Henry Sharp

### Trama
- Guest star: Frank Delfino (Carnival Barker), Ron Whelan (Consul-General Potez), Jayne Massey (Cecile), Louise Lawson (bionda), Kipp Hamilton (Cluny Ormont), Marian Thompson (Amelie Charlemont), Phillip Pine (tenente Armand Renard), Oscar Beregi, Jr. (dottor Ormont), Charles Horvath (Ironfoot), Ralph Roberts (senatore Hastings)

## The Night of the Dancing Death
- Prima televisiva: 5 novembre 1965
- Diretto da: Harvey Hart
- Scritto da: Fred Freiberger, William Tunberg

### Trama
- Guest star: Lynn Carey (impostore), Wolfe Barzell (Landgrave), Leslie Brander (principessa Gina), Francoise Ruggieri (Nola), Peter Mark Richman (principe Gio), Ilze Taurins (Marianna), Arthur Batanides (Marius), Booth Colman (Xavier Perkins), Byron Morrow (Majordomo), Mickey Golden (servo)

## The Night of the Double-Edged Knife
- Prima televisiva: 12 novembre 1965
- Diretto da: Don Taylor
- Scritto da: Stephen Kandel

### Trama
- Guest star: Tyler McVey (Parnell), Vaughn Taylor (Adamson), Arthur Space (Orrin Cobb), Charles Davis (Tennyson), Katharine Ross (Sheila Parnell), John Drew Barrymore (American Knife), Leslie Nielsen (maggiore General Ball), Elisha Cook, Jr. (Mike McGreavy), Susan Silo (Little Willow), Harry Townes (Penrose), Harry Lauter (Farrell)

## The Night That Terror Stalked the Town
- Prima televisiva: 19 novembre 1965
- Diretto da: Alvin Ganzer
- Soggetto di: Richard Landau, John Kneubuhl

### Trama
- Guest star: Richard Kiel (Voltaire), Michael Dunn (dottor Miguelito Loveless), Phoebe Dorin (Antoinette), Jean Hale (Marie), Chuck O'Brien (Janus)

## The Night of the Red-Eyed Madmen
- Prima televisiva: 26 novembre 1965
- Diretto da: Irving J. Moore
- Scritto da: Stanford Whitmore

### Trama
- Guest star: Don Rizzan (Trooper), Nelson Olmsted (senatore Rawls), Bill Catching (soldato in esercito di Grimm), Ray Kellogg (capitano Sandy O'Brien), Martin Landau (generale Grimm), Joan Huntington (sergente Musk), Shary Marshall (Jenny), Ted Markland (Jack Talbot), Toian Matchinga (Lola Bracer), Gregg Martell (Otto), Marianna Case (Cloris), Bob Herron (soldato in esercito di Grimm)

## The Night of the Human Trigger
- Prima televisiva: 3 dicembre 1965
- Diretto da: Justus Addiss
- Scritto da: Norman Katkov

### Trama
- Guest star: Vernon Scott (impiegato), William Henry (sceriffo), Robert L. McCord (Sidney), Dick Winslow (pianista), Burgess Meredith (Orkney Cadwallader), Kathie Browne (Faith Cadwallader), Gregg Palmer (Thaddeus Cadwallader), Robert Phillips (Sam), Michael Masters (Hercules Cadwallader,) (Mike Masters), Virginia Sale (zia Martha), C. Lindsay Workman (barista), Hank Patterson (Porter Richards), James Jeter (Harry)

## The Night of the Torture Chamber
- Prima televisiva: 10 dicembre 1965
- Diretto da: Alan Crosland, Jr.
- Scritto da: Philip Saltzman, Jason Wingreen

### Trama
- Guest star: Vivienne Ventura (Angelique), Henry Beckman (governatore Bradford), Nadia Sanders (Helva), H. M. Wynant (Durand), Alfred Ryder (professore Horatio Bolt), Sigrid Valdis (Miss Piecemeal)

## The Night of the Howling Light
- Prima televisiva: 17 dicembre 1965
- Diretto da: Paul Wendkos
- Scritto da: Henry Sharp

### Trama
- Guest star: Dan Riss (Naval Officer), Robert Bice (capitano), Clancy Cooper (Joshua Trowbridge), Roy Barcroft (Sikes), Sam Wanamaker (dottor Arcularis), Scott Marlowe (Ahkeema), Linda Marsh (Indra), Ralph Moody (Ho-Tami), E. J. Andre (soprintendente), Ottola Nesmith (Maggie), Don Kennedy (Hale), Kay E. Kuter (Man in Cage)

## The Night of the Fatal Trap
- Prima televisiva: 24 dicembre 1965
- Diretto da: Richard Whorf
- Scritto da: Robert V. Barron, Jack Marlowe

### Trama
- Guest star: Paul Barselou (sportellista della banca), Walker Edmiston (Charlie), Alan Sues (Matt Dawson), Dal Jenkins (Luke Dawson), Joanna Moore (Linda Medford), Ron Randell (colonnello Francesco Vasquez), Charles Davis (Tennyson), Joseph Ruskin (Viper Black), Don Briggs (sceriffo Cantrell), Rodolfo Hoyos, Jr. (sergente Gomez), Robert V. Barron (Mark Dawson)

## The Night of the Steel Assassin
- Prima televisiva: 7 gennaio 1966
- Diretto da: Lee H. Katzin
- Soggetto di: Steve Fisher

### Trama
- Guest star: John Pickard (R.L. Gilbert), Sara Taft (Maria), Phyllis Davis (ragazza nel saloon), S. John Launer (sindaco), John Dehner (Torres), Sue Ane Langdon (Nina Gilbert), Arthur Malet (dottor Meyer), Allen Jaffe (Lopez), Roy Engel (presidente Ulysses S. Grant)

## The Night the Dragon Screamed
- Prima televisiva: 14 gennaio 1966
- Diretto da: Irving J. Moore
- Scritto da: Kevin De Courcey

### Trama
- Guest star: Beulah Quo (May Li), Philip Ahn (Quong Chu), Vince Eder (tenente), Nancy Hsueh (Tsu Hsi), Ben Wright (colonnello Allenby-Smythe (Clive Allenby-Smythe), Pilar Seurat (principessa Ching Ling), Benson Fong (Mo Ti), Richard Loo (Wang Chung), Paul King (Oriental)

## The Night of the Flaming Ghost
- Prima televisiva: 21 gennaio 1966
- Diretto da: Lee H. Katzin
- Scritto da: Robert Hamner, Preston Wood

### Trama
- Guest star:

## The Night of the Grand Emir
- Prima televisiva: 28 gennaio 1966
- Diretto da: Irving J. Moore
- Scritto da: Donn Mullally

### Trama
- Guest star: Ralph Gary (Clay), Arthur Gould-Porter (George), Phyllis Davis (ragazza Emid #2), Arlene Charles (ragazza Emid #1), Don Francks (T. Wiggett Jones), Yvonne Craig (Ecstasy La Joie), Robert Middleton (Emir El Emid), Richard Jaeckel (Christopher Cable), James Lanphier (dottor Mohammed Bey), Tom Palmer (Willard Drapeau), Whitey Hughes (assassino)

## The Night of the Whirring Death
- Prima televisiva: 18 febbraio 1966
- Diretto da: Mark Rydell
- Soggetto di: Leigh Chapman, Jackson Gillis

### Trama
- Guest star: Sam Flint (impiegato), Jason Wingreen (poliziotto), Chanin Hale (Flo), Richard Reeves (Bailey), Pamela Austin (Priscilla Ames), Norman Fell (Jeremiah Ratch), Michael Dunn (dottor Miguelito Loveless), Richard Kiel (Voltaire), Jesse White (governatore Lewis), Barbara Nichols (Bessie (Bessie Bowen), Val Avery (John Crane), Phoebe Dorin (Antoinette), Elaine Martone (padrona)

## The Night of the Puppeteer
- Prima televisiva: 25 febbraio 1966
- Diretto da: Irving J. Moore
- Scritto da: Henry Sharp

### Trama
- Guest star: Janis Hansen (cameriera), Len Rogel (Sign Man), Jack Tygett (maggiordomo), Walter Painter (Caveman), Lloyd Bochner (Zachariah Skull), John Hoyt (Justice Vincent Chayne), Imelda De Martin (Vivid), Nelson Olmsted (dottor Lake), Sara Taft (Mrs. Chayne), Wayne Albritton (Harlequin)

## The Night of the Bars of Hell
- Prima televisiva: 4 marzo 1966
- Diretto da: Richard Donner
- Scritto da: Robert Vincent Wright

### Trama
- Guest star: Roy N. Sickner (Driscoll), Bob Herron (Borg), Mickey Golden (guardia all'ingresso), Whitey Hughes (guardia carceraria), Arthur O'Connell (Theophilus Ragan), Elisha Cook, Jr. (Gideon McCoy), Indus Arthur (Jennifer McCoy), Paul Genge (Kross), Milton Parsons (Scroggs), Chet Stratton (Adams), Jenie Jackson (Kitten), Shawn Michaels (Mr. Poindexter), Russ McCubbin (Mr. Quincannon)

## The Night of the Two-Legged Buffalo
- Prima televisiva: 11 marzo 1966
- Diretto da: Edward Dein
- Scritto da: John Kneubuhl

### Trama
- Guest star: Paul Comi (Vittorio Pellagrini), Robert Emhardt (Claude Duchamps), C. Lindsay Workman (manager), Clint Ritchie (bandito), Nick Adams (principe), Dana Wynter (Lady Beatrice Marquand-Gaynesford), Al Wyatt (vetturino)

## The Night of the Druid's Blood
- Prima televisiva: 25 marzo 1966
- Diretto da: Ralph Senensky
- Soggetto di: Kevin De Courcey

### Trama
- Guest star: Sam Wade (Robert Perry), Don Beddoe (Prof. Robey), Simon Scott (colonnello Fairchild), Susan Browning (infermiera), Don Rickles (Asmodeus), Ann Elder (Astarte), Rhys Williams (dottor Tristam), Bartlett Robinson (Sen. Waterford), Emmanuel Thomas (maggiordomo)

## The Night of the Freebooters
- Prima televisiva: 1º aprile 1966
- Diretto da: Edward Dein
- Scritto da: Gene L. Coon

### Trama
- Guest star: James Gammon (Egan), Jim Connell (Richard Henry), John Sterling (Worker), Robert Matek (Oldfield), Keenan Wynn (Wolfe), Maggie Thrett (Rita Leon), William Campbell (Bender), Andre Philippe (Enrique Leon), Whitey Hughes (pompiere)

## The Night of the Burning Diamond
- Prima televisiva: 8 aprile 1966
- Diretto da: Irving J. Moore
- Scritto da: Ken Kolb

### Trama
- Guest star: Vito Carbonara (Ministro serbo), Dan Tobin (Thaddeus Baines), Whitey Hughes (Rudd), Calvin Brown (Clive), Christiane Schmidtmer (Lucretia Ivronin), Robert Drivas (Morgan Midas), Chuck O'Brien (guardia serba)

## The Night of the Murderous Spring
- Prima televisiva: 15 aprile 1966
- Diretto da: Richard Donner
- Scritto da: John Kneubuhl

### Trama
- Guest star: Leonard Falk (assistente/ addetto), Bill McLean (impiegato dell'hotel), Dick Cangey (scagnozzo in Wheelchair), William Fawcett (uomo), Michael Dunn (dottor Miguelito Loveless), Jenie Jackson (Kitten Twitty), Phoebe Dorin (Antoinette), Whitey Hughes (ladro travestito/anziana)

## The Night of the Sudden Plague
- Prima televisiva: 22 aprile 1966
- Diretto da: Irving J. Moore
- Scritto da: Ken Kolb

### Trama
- Guest star: Eddie Durkin (Frank Doyle), Robert Phillips (Lafe), Elliott Reid (governatore Marcus Hawthorne), Harvey Levine (Hobson), Theodore Marcuse (dottor Vincent Kirby), Nobu McCarthy (Anna Kirby), H. M. Wynant (Coley Rodman), Mark Baker (Roscoe)